# Yahoo!辞書
Yahoo!辞書（ヤフーじしょ）とは、かつてYahoo! JAPANが運営していた、国語・英和・和英などの辞書検索サービス。
2013年12月3日よりコトバンクと業務提携し、同日にYahoo!百科事典は終了。Yahoo!辞書も2019年5月31日をもってサービスを終了した。

## 関連記事
- Yahoo!翻訳
- goo辞書